# Josep Llaurador i de Çatorra
Josep Llaurador i de Çatorra   (Vilafranca del Penedès, segle XVII - segle XVIII) fou un notari i conseller de Barcelona que el 1713, junt al conseller en Cap Rafael Casanova, fou un dels principals dirigents de la Guerra dels catalans (1713-1714), la darrera campanya militar de la Guerra de Successió Espanyola a Catalunya.

## Biografia
Natural de Vilafranca del Penedès, esdevingué escrivent del notari Ramon Vilana-Perles i Ribes. El 1679 es casà amb la filla d'aquest, Maria Emmanuela, germana de Ramon Frederic de Vilana-Perles i Camarasa, primer ministre de Carles VI d'Àustria.
El novembre del 1713 fou un dels ciutadans extrets per exercir la magistratura anual de conseller quint de Barcelona, junt amb el també advocat Rafael Casanova i Comes —conseller en Cap—, el mercader Salvador Feliu de la Penya —conseller segon—, l'advocat Ramon Sans —conseller terç, —el parent del conseller en Cap sortint Emanuel Flix i mercader Francesc Anton Vidal —conseller quart—, i el guanter Jeroni Ferrer —conseller sisè. Ja el mateix 16 de setembre de 1714, després que l'intendent de l'exèrcit borbònic José Patiño abolís el consell de Cent de Barcelona i exonerés dels seus càrrecs els consellers, tornà a exercir la seva activitat professional com a notari aixecar acta de l'inventari post-mortem dels béns del notari Pere Màrtir Vila a instàncies de la vídua Madrona. Després de la guerra va continuar vivint a Barcelona i el 1716 residia en una casa pròpia al carrer de Sant Miquel amb la dona, dos fills, una filla, dos escrivents, un clergue i dues criades. Fou inclòs en la llista dels 1.100 «jefes y caudillos de la rebelión» i els seus béns li foren embargats per la Hisenda Reial borbònica fins al 1725. L'agost del 1726 fou junt a Rafael Casanova i Comes, Salvador Feliu de la Penya i Francesc Anton Vidal testimoni d'una acta notarial aixecada per Amador Dalmau per reclamar la devolució d'un préstec de 10.000 lliures que aquest havia fet a la ciutat de Barcelona durant el setge de 1714.